# Ниал (перевал)
Перевал Ниал (азерб. Niyal aşırımı, Niyaldağ aşırımı) — горный перевал на Ниялдагском хребте. Расположен между посёлками Лагич и Баскал в Исмаиллинском районе Азербайджана.
Перевал достигает высоты 1920 м. Через перевал проходит пешая дорога.
Вблизи перевала расположены укрепления относящиеся к периоду государства Ширваншахов.